# 洛沃什拜雷尼
洛沃什拜雷尼，是匈牙利费耶尔州所辖的一个村。总面积60.62平方公里，总人口2687，人口密度44.3人/平方公里（2011年1月1日）。